# Félix Auger-Aliassime
Félix Auger-Aliassime (* 8. srpna 2000 Montréal) je kanadský profesionální tenista. Na pařížské olympiádě 2024 vybojoval s Gabrielou Dabrowskou bronzovou medaili ze smíšené soutěže. Ve své dosavadní kariéře na okruhu ATP Tour vyhrál sedm turnajů ve dvouhře a jeden ve čtyřhře. Na challengerech ATP a okruhu ITF získal šest singlových a dva deblové tituly. V juniorské kategorii vyhrál s krajanem Denisem Shapovalovem čtyřhru na US Open 2015 a v další sezóně ovládl dvouhru na US Open 2016.
Na žebříčku ATP byl ve dvouhře nejvýše klasifikován v listopadu 2022 na 6. místě a ve čtyřhře v listopadu 2021 na 60. místě. Na juniorském kombinovaném žebříčku ITF figuroval nejvýše během června 2016, kdy mu patřilo 2. místo. Trénují ho Frédéric Fontang s Tonym Nadalem. Dříve jej vedl také Guillaume Marx.
V kanadském daviscupovém týmu debutoval v roce 2019 bratislavským kvalifikačním kolem proti Slovensku, v němž odehrál tři utkání. Kanaďané zvítězili 3:2 na zápasy. V roce 2019 byl členem družstva, které prohrálo finále se Španělskem a v ročníku 2022 dovedl jako jednička týmu Kanadu k prvnímu zisku salátové mísy po finálové výhře nad Austrálií. V roli jedničky družstva dovedl kanadský výběr také k vítězství na lednovém ATP Cupu 2022. Do září 2024 v soutěži nastoupil k osmi mezistátním utkáním s bilancí 6–3 ve dvouhře a 3–1 ve čtyřhře.
Kanadu reprezentoval na Letních olympijských hrách 2024 v Paříži, kde v mužské dvouhře prohrál utkání o bronz s Italem Lorenzem Musettim. Do mužské čtyřhry zasáhl s Milosem Raonicem. Časnou porážku jim přivodili pozdější bronzoví medailisté Fritz s Paulem. Ve smíšené soutěži získal s Gabrielou Dabrowskou bronz znamenající druhou kanadskou olympijskou medaili z tenisových soutěží. V rozhodujícím duelu porazili Nizozemce Wesleyho Koolhofa s Demi Schuursovou.

## Soukromý život
Narodil se roku 2000 v Montréalu a vyrostl na québeckém předměstí L'Ancienne-Lorette. Otec Sam Aliassime, profesí tenisový kouč, pochází ze středoafrického Toga a matka Marie Augerová, pracující jako učitelka, z provincie Québec. Starší sestra Malika Augerová-Aliassimeová je také profesionální tenistka.
Tenis začal hrát v pěti letech s otcem v québecké Académie de Tennis Hérisset-Bordeleau. Od podzimu 2014 se začal připravovat v Kanadském národním tenisovém centru v Montréalu.

## Tenisová kariéra
V říjnu 2015 se stal po boku Shapovalova a Sigouina členem vítězného týmu v juniorském Davis Cupu, čímž získali pro Kanadu historicky první trofej.
Premiérový start v hlavní soutěži challengeru zaznamenal během července 2015 v kanadském Granby, kde postoupil z kvalifikace. Ve čtvrtfinálovém duelu jej vyřadil Japonec Jošihito Nišioka, přestože získal úvodní set. Již první výhrou nad 493. hráčem žebříčku Andrewem Whittingtonem se stal vůbec nejmladším vítězem zápasu na challengerech. Do hlavní soutěže se přitom kvalifikoval již na březnovém challengeru Banque Nationale de Drummondville 2015 po výhrách ve třech kvalifikačních kolech. Před rozehráním dvouhry byl však nucen odstoupit pro natažení břišního svalstva. Ve 14 letech se stal nejmladším tenistou historie, jenž postoupil do hlavní soutěže challengeru. Premiérový bodový zisk z kvalifikace ve vydání z 23. března 2015 z něj učinil prvního hráče narozeného v roce 2000 a později, který byl klasifikován na žebříčku ATP.

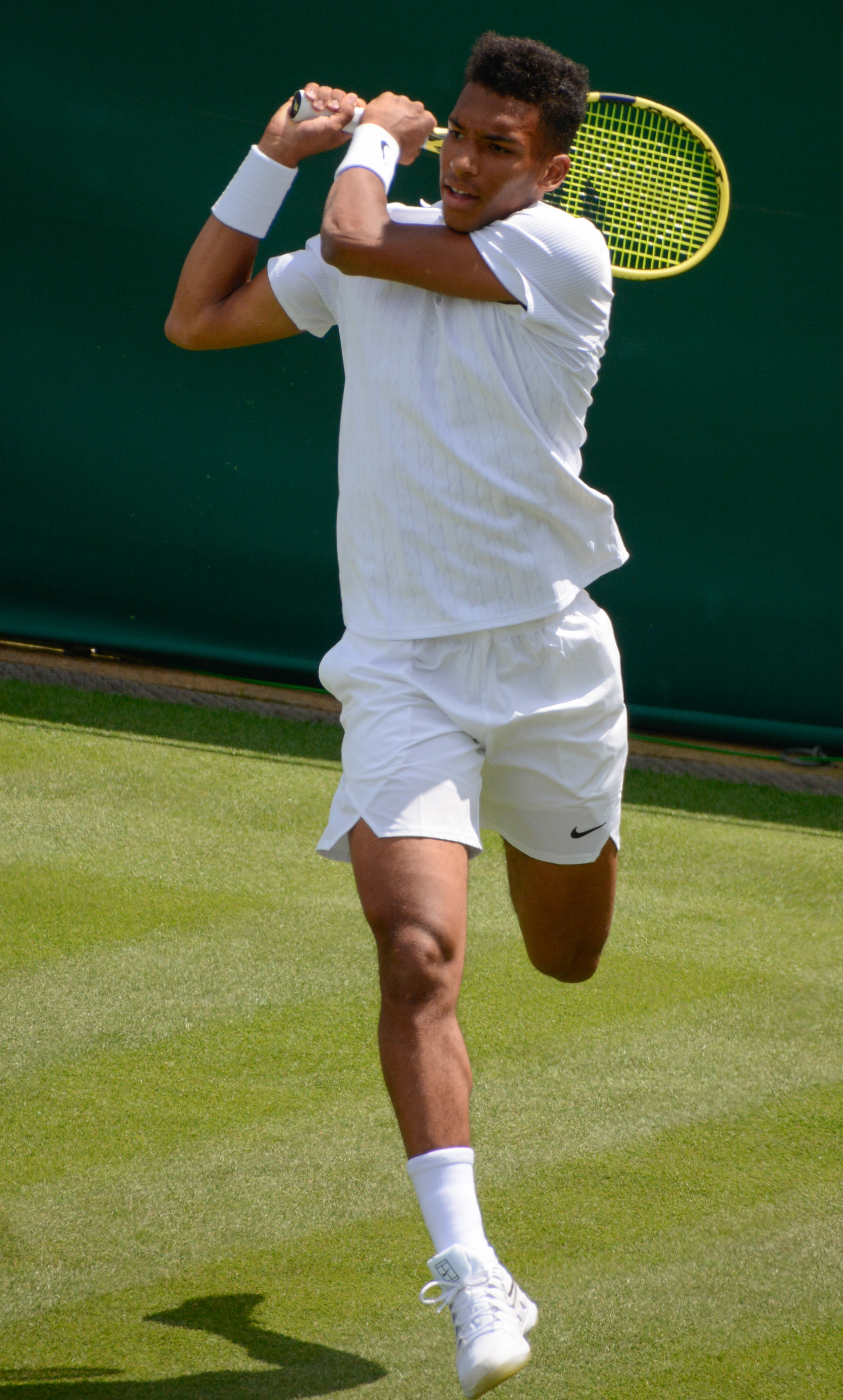
Auger-Aliassime ve Wimbledonu 2019

V rámci událostí okruhu ITF debutoval v listopadu 2015, když na turnaji v peruánské metropoli Limě podlehl ve čtvrtfinále Ekvádorci Ivanu Endarovi. První challenger vyhrál v 16 letech na červnovém Open Sopra Steria 2017 v Lyonu, kam obdržel divokou kartu. Ve finále přehrál Francouze Mathiase Bourgueho. Ve věku 18 let a 2 měsíců pak získal čtvrtou singlovou trofej na Tashkent Challengeru 2018. Po Richardu Gasquetovi se stal druhým nejmladším hráčem historie, kterému se tento počet titulů podařilo v rámci ATP Challenger Tour vyhrát.
Na okruhu ATP Tour debutoval červencovou čtyřhrou Rogers Cupu 2016, do níž získal se Shapovalovem divokou kartu. Na úvod je přehrála australsko-srbská dvojice Bernard Tomic a Viktor Troicki. Ve dvouhře si první zápas zahrál na únorovém ABN AMRO World Tennis Tournament 2018 v Rotterdamu, kde nestačil na Srba Filipa Krajinoviće. Premiérový kariérní vyhraný zápas dosáhl na indianwellském BNP Paribas Open 2018 v sérii Masters po vyřazení krajana Vaska Pospisila. Stal se tak prvním tenistou narozeným v roce 2000 a později, jenž na okruhu ATP vyhrál utkání a v 17 letech také nejmladším hráčem s vítězným zápasem v Indian Wells od tehdy stejně starého Michaela Changa v roce 1989.
Průnik mezi dvě stě nejlepších tenistů zaznamenal 11. září 2017 po trofeji na challengeru Copa Sevilla 2017. V 17 letech se stal nejmladším členem první dvoustovky od Richarda Gasqueta a tehdejšího vydání žebříčku z 21. července 2003. Na konečných žebříčcích ATP sezón 2017 a 2018 byl klasifikován jako nejmladší člen mezi Top 175. Debut v hlavní soutěži nejvyšší grandslamové kategorie zaznamenal v mužském singlu US Open 2018 po zvládnuté tříkolové kvalifikaci, v níž na jeho raketě zůstali Nizozemec Tallon Griekspoor, Američan Christopher Eubanks a Rakušan Gerald Melzer. Ve třetím setu úvodního kola dvouhry proti krajanu Denisi Shapovalovovi však zápas skrečoval pro palpitaci způsobenou vysokou teplotou vzduchu na dvorci.

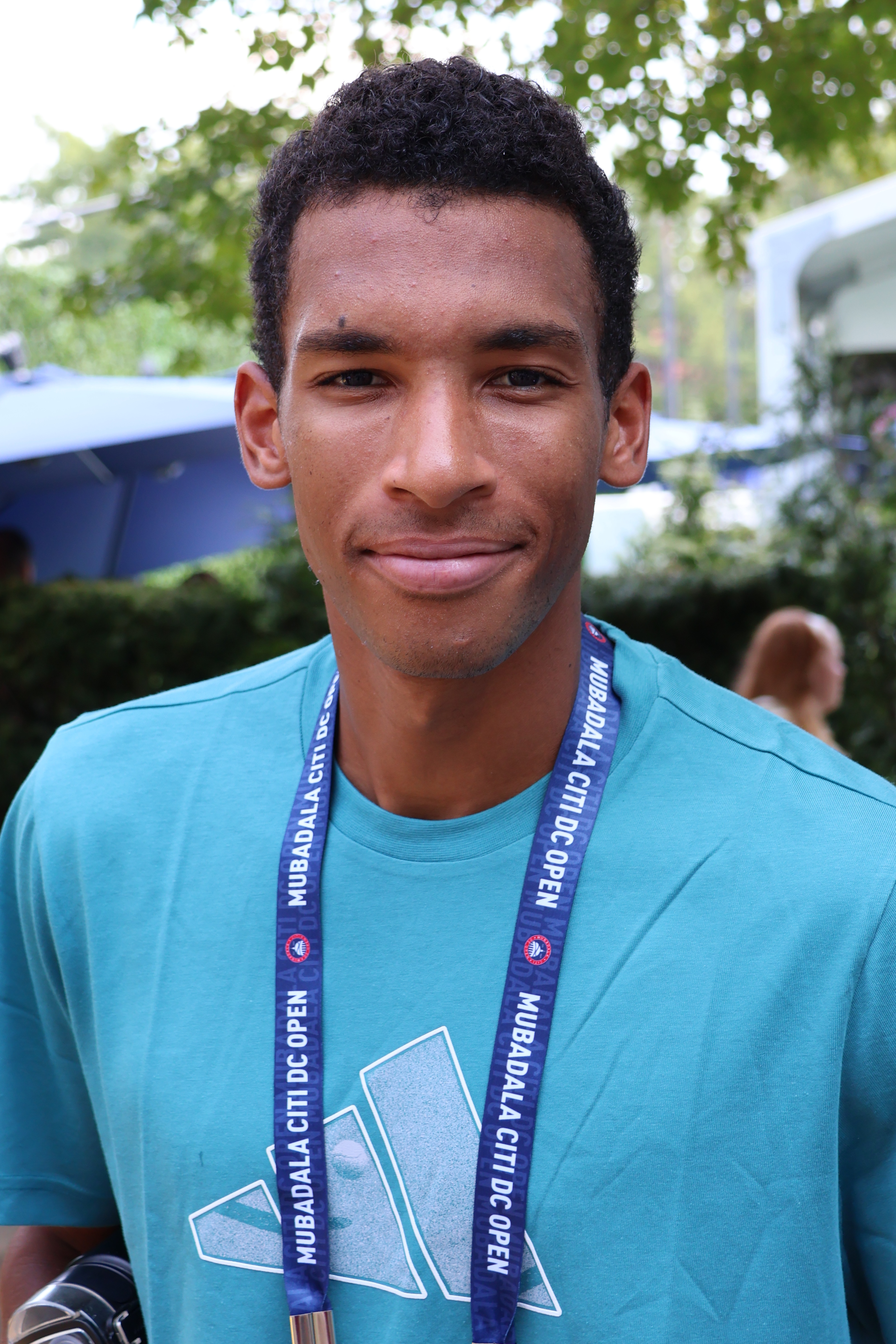
Na Washington Open 2023

Do premiérového finále na okruhu ATP Tour postoupil během února 2019 na antukovém Rio Open v brazilském Riu de Janeiru. V 18 letech se stal historicky nejmladším finalistou dvouhry turnaje v kategorii ATP Tour 500. Média si všimla statistické spojitosti dat s Rogerem Federerem, když se kanadský hráč narodil na den přesně devatenáct let po Švýcarovi. Federer pak postoupil do svého premiérového finále v únoru 2000 a Auger-Aliassime o devatenáct let později v únoru 2019. V boji o trofej však nestačil na Srba Lasla Djereho. Debutové výhry nad členem první desítky dosáhl na březnovém BNP Paribas Open 2019, kde ve druhém kole zdolal řeckou světovou desítku Stefanose Tsitsipase ve dvou sadách. Na navazujícím Miami Open 2019 postoupil z kvalifikace do hlavní soutěže. Ve čtvrtfinále vyřadil světovou dvanáctku Bornu Ćoriće, aby jeho cestu turnajem poté ukončil americký obhájce trofeje John Isner, přestože měl v každém setu náskok prolomeného podání. Na turnaji se stal nejmladším semifinalistou v dosavadní historii Miami Masters, prvním teenagerem v této fázi od Andyho Murrayho a Novaka Djokoviće v roce 2007, a prvním tenistou narozeným v roce 2000 a později, který dosáhl této fáze v sérii Masters. Po turnaji se posunul na nové kariérní maximum, 33. příčku, jako nejmladší tenista v elitní světové stovce.
První titul vybojoval na ABN AMRO World Tennis Tournament 2022, a to až při deváté finálové účasti. V boji o titul přehrál nejvýše nasazeného Řeka Stefanose Tsitsipase ve dvou setech. Na květnovém Mutua Madrid Open 2024 postoupil jako první Kanaďan do finále antukového Mastersu. Cestu soutěží mu usnadnily skreče Jakuba Menšíka ve třetím kole a Jiřího Lehečky v semifinále, rovněž tak i odstoupení světové dvojky Sinnera před čtvrtfinále. V osmifinále vyřadil šestého muže klasifikace Caspera Ruuda. V souboji o titul však podlehl světové osmičce Andreji Rubljovovi, ačkoli získal úvodní sadu. Se soupeřem prohrál pátý z šesti vzájemných duelů. Na únorové pětistovce ABN AMRO Open 2024 nevyužil proti  Rubljovovi tři mečboly. Bodový zisk jej po madridském finále poprvé od října 2023 vrátil do první světové dvacítky, kterou uzavíral.

## Zápasy o olympijské medaile

### Mužská dvouhra: 1 (1 čtvrté místo)
| Stav     | rok  | místo konání   | povrch | soupeř          | výsledek      |
| -------- | ---- | -------------- | ------ | --------------- | ------------- |
| 4. místo | 2024 | Paříž, Francie | antuka | Lorenzo Musetti | 4–6, 6–1, 3–6 |

### Smíšená čtyřhra: 1 (1 bronz)
| Stav  | rok  | místo konání   | povrch | spoluhráčka        | soupeři                        | výsledek      |
| ----- | ---- | -------------- | ------ | ------------------ | ------------------------------ | ------------- |
| Bronz | 2024 | Paříž, Francie | antuka | Gabriela Dabrowská | Demi Schuursová Wesley Koolhof | 6–3, 7–6(7–2) |

## Finále na okruhu ATP Tour
| Legenda                              |
| ------------------------------------ |
| D – dvouhra; Č – čtyřhra             |
| Grand Slam (0)                       |
| Turnaj mistrů (0)                    |
| ATP Tour Masters 1000 (0–1 D, 1–0 Č) |
| ATP Tour 500 (3–3 D, 0–1 Č)          |
| ATP Tour 250 (4–7 D)                 |

### Dvouhra: 18 (7–11)
| Stav      | č.  | datum           | turnaj                         | kategorie    | povrch    | soupeř ve finále     | výsledek                |
| --------- | --- | --------------- | ------------------------------ | ------------ | --------- | -------------------- | ----------------------- |
| Finalista | 1.  | 24. února 2019  | Rio de Janeiro, Brazílie       | ATP 500      | antuka    | Laslo Djere          | 3–6, 5–7                |
| Finalista | 2.  | 25. května 2019 | Lyon, Francie                  | ATP 250      | antuka    | Benoît Paire         | 4–6, 3–6                |
| Finalista | 3.  | 16. června 2019 | Stuttgart, Německo             | ATP 250      | tráva     | Matteo Berrettini    | 4–6, 6–7(11–13)         |
| Finalista | 4.  | 16. února 2020  | Rotterdam, Nizozemsko          | ATP 500      | tvrdý (h) | Gaël Monfils         | 2–6, 4–6                |
| Finalista | 5.  | 23. února 2020  | Marseille, Francie             | ATP 250      | tvrdý (h) | Stefanos Tsitsipas   | 3–6, 4–6                |
| Finalista | 6.  | 18. října 2020  | Kolín nad Rýnem, Německo       | ATP 250      | tvrdý (h) | Alexander Zverev     | 3–6, 3–6                |
| Finalista | 7.  | 7. února 2021   | Melbourne, Austrálie           | ATP 250      | tvrdý     | Daniel Evans         | 2–6, 3–6                |
| Finalista | 8.  | 13. června 2021 | Stuttgart, Německo             | ATP 250      | tráva     | Marin Čilić          | 6–7(2–7), 3–6           |
| Vítěz     | 1.  | 13. února 2022  | Rotterdam, Nizozemsko          | ATP 500      | tvrdý (h) | Stefanos Tsitsipas   | 6–4, 6–2                |
| Finalista | 9.  | 20. února 2022  | Marseille, Francie             | ATP 250      | tvrdý (h) | Andrej Rubljov       | 5–7, 6–7(4–7)           |
| Vítěz     | 2.  | 16. října 2022  | Florencie, Itálie              | ATP 250      | tvrdý (h) | J. J. Wolf           | 6–4, 6–4                |
| Vítěz     | 3.  | 23. října 2022  | Antverpy, Belgie               | ATP 250      | tvrdý (h) | Sebastian Korda      | 6–3, 6–4                |
| Vítěz     | 4.  | 30. října 2022  | Basilej, Švýcarsko             | ATP 500      | tvrdý (h) | Holger Rune          | 6–3, 7–5                |
| Vítěz     | 5.  | 29. října 2023  | Basilej, Švýcarsko (2)         | ATP 500      | tvrdý (h) | Hubert Hurkacz       | 7–6(7–3), 7–6(7–5)      |
| Finalista | 10. | 5. května 2024  | Madrid, Španělsko              | Masters 1000 | antuka    | Andrej Rubljov       | 6–4, 5–7, 5–7           |
| Vítěz     | 6.  | 11. ledna 2025  | Adelaide, Austrálie            | ATP 250      | tvrdý     | Sebastian Korda      | 6–3, 3–6, 6–1           |
| Vítěz     | 7.  | 2. února 2025   | Montpellier, Francie           | ATP 250      | tvrdý (h) | Aleksandar Kovacevic | 6–2, 6–7(7–9), 7–6(7–2) |
| Finalista | 11. | 1. března 2025  | Dubaj, Spojené arabské emiráty | ATP 500      | tvrdý     | Stefanos Tsitsipas   | 3–6, 3–6                |

### Čtyřhra: 2 (1–1)
| Stav      | č. | datum             | turnaj         | kategorie    | povrch    | spoluhráč      | soupeři ve finále          | výsledek                   |
| --------- | -- | ----------------- | -------------- | ------------ | --------- | -------------- | -------------------------- | -------------------------- |
| Vítěz     | 1. | 8. listopadu 2020 | Paříž, Francie | Masters 1000 | tvrdý (h) | Hubert Hurkacz | Mate Pavić Bruno Soares    | 6–7(3–7), 7–6(9–7), [10–2] |
| Finalista | 1. | 20. června 2021   | Halle, Německo | ATP 500      | tráva     | Hubert Hurkacz | Kevin Krawietz Horia Tecău | 6–7(4–7), 4–6              |

## Finále soutěží družstev: 3 (2–1)
| Stav      | č. | soutěž                                                                         | spoluhráči                                                      | soupeři ve finále                                                                                  | výsledek |
| --------- | -- | ------------------------------------------------------------------------------ | --------------------------------------------------------------- | -------------------------------------------------------------------------------------------------- | -------- |
| Finalista | 1. | Davis Cup 18.–24. listopadu 2019 Madrid, Španělsko tvrdý, Caja Mágica          | Denis Shapovalov Vasek Pospisil Brayden Schnur                  | Španělsko                                                                                          | 0–2      |
| Finalista | 1. | Davis Cup 18.–24. listopadu 2019 Madrid, Španělsko tvrdý, Caja Mágica          | Denis Shapovalov Vasek Pospisil Brayden Schnur                  | Rafael Nadal Roberto Bautista Agut Feliciano López Pablo Carreño Busta Marcel Granollers           | 0–2      |
| Vítěz     | 1. | ATP Cup 2022 9. ledna 2022 Sydney, Austrálie tvrdý, Ken Rosewall Arena         | Denis Shapovalov Brayden Schnur Steven Diez                     | Španělsko                                                                                          | 2–0      |
| Vítěz     | 1. | ATP Cup 2022 9. ledna 2022 Sydney, Austrálie tvrdý, Ken Rosewall Arena         | Denis Shapovalov Brayden Schnur Steven Diez                     | Roberto Bautista Agut Pablo Carreño Busta Albert Ramos-Viñolas A. Davidovich Fokina Pedro Martínez | 2–0      |
| Vítěz     | 2. | Davis Cup 27. listopadu 2022 Málaga, Španělsko tvrdý (h), Martin Carpena Arena | Denis Shapovalov Vasek Pospisil Alexis Galarneau Gabriel Diallo | Austrálie                                                                                          | 2–0      |
| Vítěz     | 2. | Davis Cup 27. listopadu 2022 Málaga, Španělsko tvrdý (h), Martin Carpena Arena | Denis Shapovalov Vasek Pospisil Alexis Galarneau Gabriel Diallo | Alex de Minaur Jordan Thompson Thanasi Kokkinakis Max Purcell Matthew Ebden                        | 2–0      |

## Finále na challengerech ATP a okruhu Futures
| Legenda                    |
| -------------------------- |
| Challengery (4–1 D; 1–0 Č) |
| Futures (2–2 D; 1–0 Č)     |

### Dvouhra: 9 (6–3)
| Stav      | č. | datum             | turnaj                    | okruh      | povrch    | soupeř ve finále                | výsledek                |
| --------- | -- | ----------------- | ------------------------- | ---------- | --------- | ------------------------------- | ----------------------- |
| Finalista | 1. | 8. května 2016    | Lleida, Španělsko         | Futures    | antuka    | Ramkumar Ramanathan             | 6–7(1–7), 2–6           |
| Vítěz     | 1. | 6. listopadu 2016 | Birmingham, Spojené státy | Futures    | antuka    | Juan Manuel Benítez Chavarriaga | 7–5, 7–5                |
| Finalista | 2. | 15. ledna 2017    | Plantation, Spojené státy | Futures    | antuka    | Roberto Cid Subervi             | 7–6(7–4), 6–7(3–7), 0–6 |
| Vítěz     | 2. | 12. března 2017   | Sherbrooke, Kanada        | Futures    | tvrdý (h) | Gleb Sakharov                   | 3–6, 6–3, 6–4           |
| Vítěz     | 3. | 18. června 2017   | Lyon, Francie             | Challenger | antuka    | Mathias Bourgue                 | 6–4, 6–1                |
| Vítěz     | 4. | 9. září 2017      | Sevilla, Španělsko        | Challenger | antuka    | Íñigo Cervantes                 | 6–7(4–7), 6–3, 6–3      |
| Vítěz     | 5. | 17. června 2018   | Lyon, Francie (2)         | Challenger | antuka    | Johan Tatlot                    | 6–7(3–7), 7–5, 6–2      |
| Finalista | 3. | 24. června 2018   | Blois, Francie            | Challenger | antuka    | Scott Griekspoor                | 4–6, 4–6                |
| Vítěz     | 6. | 13. října 2018    | Taškent, Uzbekistán       | Challenger | tvrdý     | Kamil Majchrzak                 | 6–3, 6–2                |

### Čtyřhra: 2 (2–0)
| Stav  | č. | datum              | turnaj                   | okruh      | povrch    | spoluhráč      | soupeři ve finále                | výsledek         |
| ----- | -- | ------------------ | ------------------------ | ---------- | --------- | -------------- | -------------------------------- | ---------------- |
| Vítěz | 1. | 13. listopadu 2016 | Niceville, Spojené státy | Futures    | antuka    | Patrick Kypson | Patrick Daciek Dane Webb         | 7–5, 6–1         |
| Vítěz | 1. | 11. února 2018     | Budapešť, Maďarsko       | Challenger | tvrdý (h) | Nicola Kuhn    | Marin Draganja Tomislav Draganja | 2–6, 6–2, [11–9] |

## Finále na juniorském Grand Slamu

### Dvouhra juniorů: 2 (1–1)
| Stav      | rok  | turnaj      | povrch | soupeř ve finále     | výsledek      |
| --------- | ---- | ----------- | ------ | -------------------- | ------------- |
| Finalista | 2016 | French Open | antuka | Geoffrey Blancaneaux | 6–1, 3–6, 6–8 |
| Vítěz     | 2016 | US Open     | tvrdý  | Miomir Kecmanović    | 6–3, 6–0      |

### Čtyřhra juniorů: 3 (1–2)
| Stav      | rok  | turnaj    | povrch | spoluhráč        | soupeři ve finále                         | výsledek      |
| --------- | ---- | --------- | ------ | ---------------- | ----------------------------------------- | ------------- |
| Vítěz     | 2015 | US Open   | tvrdý  | Denis Shapovalov | Brandon Holt Riley Smith                  | 7–5, 7–6(7–3) |
| Finalista | 2016 | Wimbledon | tráva  | Denis Shapovalov | Kenneth Raisma Stefanos Tsitsipas         | 6–4, 4–6, 2–6 |
| Finalista | 2016 | US Open   | tvrdý  | Benjamin Sigouin | Juan Carlos Aguilar Felipe Meligeni Alves | 3–6, 6–7(4–7) |